# Maria Muzaka
Maria Muzaka was een Albanese edelvrouw afkomstig uit het Huis Muzaka. Ze was de eerste vrouw van de Albanese vorst en militair Gjergj Arianiti.
Maria Muzaka was afkomstig uit de Muzaka-dynastie. Een van de belangrijkste Albanese middeleeuwse families. Ze was de zus van de laatste heerser van Berat voor de Ottomaanse verovering, Teodor III Muzaka. 
Toen Maria trouwde met Gjergj Arianiti, een vorst uit het zuiden van Albanië, kreeg deze meer grondgebied en annexeerde hij meer land voor zijn vorstendom.
Maria Muzaka was de moeder van tien dochters, waaronder die van Angjelina Arianiti, een christelijke heilige en Donika Kastrioti, de vrouw van de Albanese volksheld Skanderbeg. Na de dood van Maria hertrouwde Gjergj Arianiti met Pietrina Francone.